# 시무라콘
시무라콘(일본어: 志村魂)은 일본의 희극인 시무라 켄이 매년 주최, 출연하는 연극이다. 2년마다 공연 내용이 바뀌며, 초회, 2회에서는 쇼치쿠신키게키(松竹新喜劇)의 〈딸 하나, 아들 둘, 호박 셋〉(一姫二太郎三かぼちゃ), 3회, 4회 공연에서는 〈인생쌍륙〉(人生双六), 5회, 6회 공연에서는 〈2월의 첫 오일(午日)에〉(初午の日に), 7회, 8회 공연에서는 〈우선은 건강〉(先ず健康)을 공연했다. 9회, 10회 공연에서는 첫 각본이었던 딸 하나, 아들 둘, 호박 셋을 재연(再演)했다.

## 역사
- 2006년 4월 : 〈시무라콘〉
- 2007년 6 ~ 7월 : 〈시무라콘2〉
- 2008년 5 ~ 7월 : 〈시무라콘3〉
- 2009년 7월 : 〈시무라콘4〉
- 2010년 7 ~ 8월 : 〈시무라콘 : 2월의 첫 오일에〉
- 2011년 7월 : 〈시무라콘 : 2월의 첫 오일에〉
- 2012년 6 ~ 7월 : 〈시무라콘 : 우선은 건강〉
- 2013년 6 ~ 8월 : 〈시무라콘 : 우선은 건강〉
- 2014년 7 ~ 8월 : 〈시무라콘 : 딸 하나, 아들 둘, 호박 셋〉
- 2015년 7월 : 〈시무라콘 : 딸 하나, 아들 둘, 호박 셋〉

## 출연자
이름 옆의 괄호는 출연한 공연의 회차이다.
- 시무라 켄 (주연)
- 치이 타케오 (1, 2)
- 타조 클럽(히고 카츠히로, 테라카도 지몬, 우에시마 류헤이) (1 ~ 10)
- 이케다 나루시 (1)
- 야마구치 모에 (1)
- 시미즈 히로시 (1 ~ 3)
- 이케다 테츠히로 (1)
- 니시무라 나오토 (1 ~ 10)
- 아이카와 나오 (1)
- 쿠마키리 아사미 (1, 4)
- 코모리 미키 (1)
- 슈지 (1 ~ 10)
- 유카 (1 ~ 10)
- 후타츠키 나오 (1)
- 쿠게 메구미 (1)
- 키무라 치하루 (1)
- 사카모토 아키라 (1 ~ 10)
- 타키가와 유미 (1)
- 모리시타 치사토 (2)
- 카와키테이 게소타로 (2 ~ 10)
- 키무라 야스지 (2)
- 요시 레이 (2)
- 코바야시 에미 (2 ~ 6)
- 타카하시 치카 (2 ~ 8)
- 이케야 쿄코 (2, 3)
- 키타바야시 아스카 (2 ~ 10)
- 미즈시마 마유 (2, 3)
- 타하라 에미 (2 ~ 4)
- 미호 준 (2)
- 쿠와노 노부요시 (3 ~ 10)
- 하라 후미나 (3)
- 아이자와 히토미 (3)
- 노조미 요시히로 (3 ~ 10)
- 야마다 마사유키 (3 ~ 8)
- 하츠야 시호 (3)
- 아메쿠 미사코 (3, 4)
- 미히로 (4 ~ 9)
- 소메야 히나미 (4 ~ 7)
- 카와무라 리사 (4 ~ 10)
- 이소야마 사야카 (5 ~ 10)
- 코미야 마도카 (5, 6)
- 이시노 요코 (7 ~ 9)
- 이소가이 마유 (7, 8)
- 이케다 나츠키 (9, 10)
- 미나미노 요코 (10)
- 아사미 유마 (10)
- 스즈키 나나에 (9, 10)
- 혼다 리노 (10)
- 카시와기 카오리 (10)